# FU Orionis

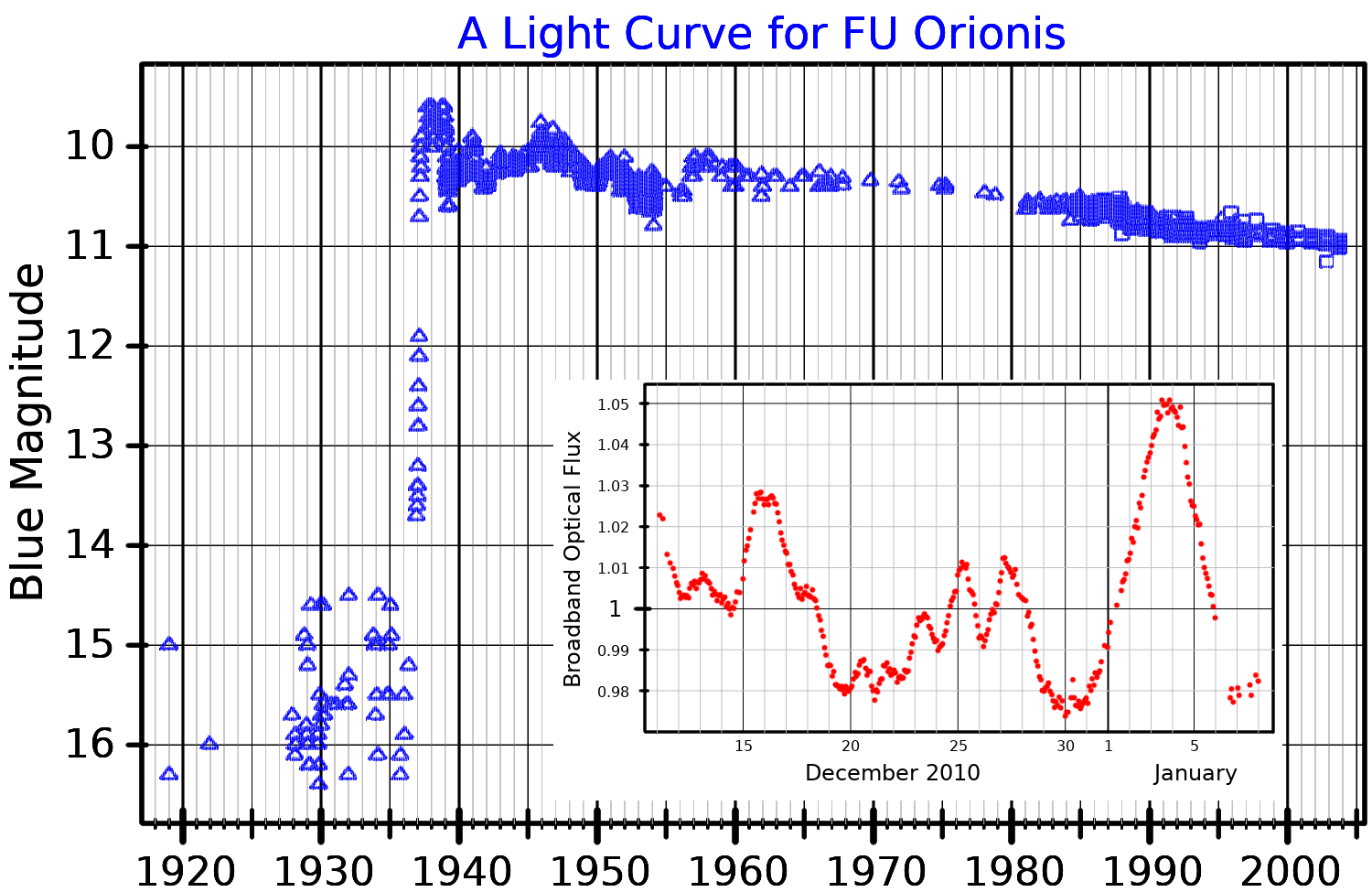
Curva de luz de FU Orionis.

FU Orionis é uma estrela variável na constelação de Orion. Em 1937, sua magnitude aparente aumentou de 16,5 para 9,6, e desde então está em torno de 9. Por muito tempo essa estrela era considerada única, mas em 1970, uma estrela similar, V1057 Cygni, foi descoberta, e a partir disso várias outras estrelas do tipo foram achadas. Estrelas assim são chamadas de estrelas FU Orionis.